# Donji Borki
Donji Borki – wieś w Chorwacji, w żupanii bielowarsko-bilogorskiej, w gminie Sirač. W 2021 roku liczyła 46 mieszkańców.